# Kono Machi
Kono Machi (この街 Esta Ciudad?) es una canción de la cantante y compositora japonesa Chisato Moritaka, de su álbum de estudio de 1990 Kokon Tozai. Escrita por Moritaka y Hideo Saitou, la "Home Version" de la canción se lanzó como la cara A doble del sencillo de 1991 de Moritaka "Benkyou no Uta ". La canción se usó en un comercial de Glico Pocky con Moritaka.

## Información
Moritaka escribió la canción como un homenaje a su ciudad natal de Kumamoto; de ahí el uso del dialecto Kumamoto en la letra. La canción menciona el Tomarikawa (Tomarikawa), que no se encuentra en la prefectura de Kumamoto. Durante su gira de 1998 por Sava Sava, Moritaka Explicó que Tomari River es una referencia a Tomari, Hokkaido, la ciudad natal del compositor y colaborador Yuichi Takahashi.
La canción introdujo la "ola de Kono Machi", con Moritaka dirigiendo a la audiencia a levantar sus brazos derechos en el sentido de las agujas del reloj con sus dedos índices apuntando hacia arriba antes de agitarlos de izquierda a derecha. Durante el show de Kumamoto del Kono Machi Tour 2019, Kumamon hizo una aparición especial para hacer la "ola de Kono Machi" con la multitud.

## Kono Machi (℃-ute)
El título de la canción y la fecha de lanzamiento fueron filtrados originalmente por una persona anónima de 2ch el 28 de noviembre de 2012. Se confirmó a través de la cuenta de Twitter del personal oficial de ℃-ute. Se lanzó como el 20º sencillo el 6 de febrero de 2013 y el event V salió 10 días después. ℃-ute cantó Kono Machi por primera vez en su tour de invierno de 2012 (℃-ute Concert Tour 2012 Winter ~Shinseinaru Pentagram~) el 30 de diciembre de 2012 en el Zepp Fukuoka.

## Lista de Canciones

### Edición Regular
- Kono Machi
- Kono Machi (Dance Groove Ver.)
- Kono Machi (Instrumental)

### Edición Limitada A
CD
- Kono Machi
- Ame (雨; Lluvia) - Yajima Maimi
- Kono Machi (Instrumental)

DVD
- Kono Machi (Another Edition)
- Kono Machi (Close-up Ver.)

### Edición Limitada B
- Kono Machi
- Ame - Yajima Maimi
- Kono Machi (Instrumental)

### Edición Limitada C
CD
- Kono Machi
- Hae Otoko (ハエ男; Hombre Volador)
- Kono Machi (Instrumental)

DVD
- Kono Machi (Another Edition)
- Kono Machi (5shot Ver.)

### Edición Limitada D
- Kono Machi
- Hae Otoko
- Kono Machi (Instrumental)

### Event V
- Kono Machi (Yajima Maimi LIVE Solo Ver.)
- Kono Machi (Nakajima Saki LIVE Solo Ver.)
- Kono Machi (Suzuki Airi LIVE Solo Ver.)
- Kono Machi (Okai Chisato LIVE Solo Ver.)
- Kono Machi (Hagiwara Mai LIVE Solo Ver.)

## Miembros Presentes
- Maimi Yajima
- Saki Nakajima
- Airi Suzuki
- Chisato Okai
- Mai Hagiwara

## Rankings
| Raking (2013)                     | Pocisiones Altas |
| --------------------------------- | ---------------- |
| Oricon Daily                      | 3                |
| Oricon Weekly                     | 4                |
| Oricon Monthly                    | 17               |
| Billboard Japan Hot 100           | 12               |
| Billboard Japan Hot 100 Airplay   | 98               |
| Billboard Japan Hot Singles Sales | 4                |

* Primera semana de ventas según Oricon: 24,361 copias